# Athlétisme aux Jeux panarabes de 2004
Navigation
Amman 1999 Le Caire 2007
Les épreuves d'athlétisme aux Jeux panarabes de 2004 ont eu lieu du 4 au 8 octobre 2004 à Alger, en Algérie.

## Résultats

### Hommes
| Épreuve | Or | Or                    | Argent                                                                 | Argent             | Bronze                                           | Bronze             |
| --- | --- | --------------------- | ---------------------------------------------------------------------- | ------------------ | ------------------------------------------------ | ------------------ |
| 100 m | Yahya Al-Gahes Arabie saoudite                                                                         | 10 s 31 CR            | Salem Mubarak Al-Yami Arabie saoudite                                  | 10 s 39            | Khaled Youssef Al-Obaidli Qatar                  | 10 s 42            |
| 200 m | Hamed Hamadan Al-Bishi Arabie saoudite                                                                 | 20 s 81               | Malik Louahla Algérie                                                  | 20 s 84            | Soleiman Salem Ayed Égypte                       | 21 s 00            |
| 400 m | Hamdan Odha Al-Bishi Arabie saoudite                                                                   | 45 s 04               | Nagmeldin Ali Abubakr Soudan                                           | 45 s 84            | Ridha Ghali Tunisie                              | 46 s 11            |
| 800 m | Yusuf Saad Kamel Bahreïn                                                                               | 1 min 46 s 12         | Ismail Ahmed Ismail Soudan                                             | 1 min 46 s 24      | Amine Laâlou Maroc                               | 1 min 46 s 86      |
| 1 500 m | Youssef Baba Maroc                                                                                     | 3 min 46 s 32         | Kamel Boulahfane Algérie                                               | 3 min 46 s 36      | Adil Kaouch Maroc                                | 3 min 46 s 70      |
| 5 000 m | Khoudir Aggoune Algérie                                                                                | 13 min 24 s 73        | Abderrahim Goumri Maroc                                                | 13 min 25 s 53     | Hicham Bellani Maroc                             | 13 min 32 s 41     |
| 10 000 m | Khalid El Aamri Maroc                                                                                  | 29 min 51 s 47        | Samir Moussaoui Algérie                                                | 29 min 52 s 81     | Mohammed Amyn Maroc                              | 29 min 58 s 73     |
| 110 m haies (Vent: 2,0 m/s) | Todd Matthews-Jouda Soudan                                                                             | 13 s 45 CR NR         | Mubarak Ata Mubarak Arabie saoudite                                    | 13 s 71            | Aymen Ben Ahmed Tunisie                          | 13 s 98 =NR        |
| 400 m haies | Hadi Soua'an Al-Somaily Arabie saoudite                                                                | 48 s 77               | Ibrahim Al-Hamaidi Arabie saoudite                                     | 49 s 31            | Zahr-Edin Al Najem Syrie                         | 50 s 55            |
| 3000 m steeple | Brahim Boulami Maroc                                                                                   | 8 min 25 s 62         | Khamis Abdullah Saifeldin Qatar                                        | 8 min 38 s 68      | Merzak Ould Bouchiba Algérie                     | 8 min 40 s 20      |
| 4 × 100 m | Arabie saoudite Salem Mubarak Al-Yami Mubarak Ata Mubarak Yahya Al-Gahes Hamed Hamadan Al-Bishi        | 39 s 40 CR            | Oman                                                                   | 40 s 52            | Maroc                                            | 40 s 94            |
| 4 × 400 m | Arabie saoudite Ibrahim Al-Hamaidi Hadi Soua'an Al-Somaily Hamed Hamadan Al-Bishi Hamdan Odha Al-Bishi | 3 min 03 s 03         | Maroc Hamid Ben Hammou Ismael Daif Abdellatif El Ghazaoui Amine Laalou | 3 min 06 s 90      | Algérie                                          | 3 min 07 s 84      |
| Semi marathon | Abdellatif Meftah Maroc                                                                                | 1 h 05 min 33 s       | Saïd Belhout Algérie                                                   | 1 h 05 min 45 s    | Al Mustafa Riyadh Bahreïn                        | 1 h 06 min 57 s    |
| 20 km marche | Hatem Ghoula Tunisie                                                                                   | 1 h 28 min 34 s 19 CR | Moussa Aouanouk Algérie                                                | 1 h 29 min 39 s 31 | Mabrook Saleh Nasser Mohamed Qatar               | 1 h 34 min 04 s 56 |
| Saut en hauteur | Abderrahmane Hammad Algérie                                                                            | 2,24 m                | Salem Sayyar Ibrahim Koweït                                            | 2,16 m             | Kamel Rabia Algérie Salem Nasser Bakheet Bahreïn | 2,11 m             |
| Saut à la perche | Béchir Zaghouani Tunisie                                                                               | 5,20 m                | Mohamed Karbib Maroc                                                   | 5,00 m             | Mohamed Ali Chehabi Qatar                        | 4,90 m             |
| Saut en longueur | Issam Nima Algérie                                                                                     | 7,81 m                | Mohamed Salman Al-Khuwalidi Arabie saoudite                            | 7,79 m             | Tarik Bouguetaïb Maroc                           | 7,77 m             |
| Triple saut | Mohammad Hazzory Syrie                                                                                 | 16,58 m               | Mohammed Hamdi Awadh Qatar                                             | 16,40 m            | Salem al-Ahmadi Arabie saoudite                  | 16,24 m            |
| Lancer du poids | Khalid Habash Al-Suwaidi Qatar                                                                         | 18,98 m               | Yasser Ibrahim Farag Égypte                                            | 18,65 m            | Ahmad Hassan Gholoum Koweït                      | 18,20 m            |
| Lancer du disque | Omar Ahmed El Ghazaly Égypte                                                                           | 61,06 m               | Sultan Mubarak Al-Dawoodi Arabie saoudite                              | 56,55 m            | Jaber Salem Al Mhiri Émirats arabes unis         | 52,19 m            |
| Lancer du marteau | Ali Al-Zinkawi Koweït                                                                                  | 72,22 m               | Mohsen El Anany Égypte                                                 | 71,65 m            | Saber Souid Tunisie                              | 71,41 m NR         |
| Lancer du javelot | Firas Al Mahamid Syrie                                                                                 | 75,84 m               | Mohamed Ibrahim Al-Khalifa Qatar                                       | 70,47 m            | Amar Muki Irak                                   | 64,61 m            |
| Décathlon | Hamdi Dhouibi Tunisie                                                                                  | 7595 pts              | Mohamed Ridha Al-Matroud Arabie saoudite                               | 7205 pts           | Moulay Rachid Alaoui Hakim Maroc                 | 7098 pts           |
| Records et Performances - AR : Record continental (area record) - CR : Record des championnats (championship record) - MR : Record du meeting (meet record) - NR : Record national (national record) - OR : Record olympique (olympic record) - PR : Record paralympique (paralympic record) - PB : Record personnel (personal best) - SB : Meilleure performance personnelle de la saison (season's best) - WL : Meilleure performance mondiale de l'année (world leader) - WJR : Record du monde junior (world junior record) - WR : Record du monde (world record) Circonstances et Conditions - DNF : N'a pas terminé (did not finish) - DNS : N'a pas pris le départ (did not start) - DQ : Disqualification (disqualification) - NM : Aucun essai valable enregistré (No Mark) - Q : Qualifié « directement » au prochain tour (ou à la prochaine compétition), lors d'une compétition majeure, grâce au classement ou à la réalisation des minima (automatic qualifier) - q : Qualifié au prochain tour (ou à la prochaine compétition), lors d'une compétition majeure, grâce au repêchage ou à la réalisation de l'une des meilleures performances parmi celles des « non qualifiés directement » (grâce au meilleur temps ou à la meilleure distance par exemple) (secondary qualifier) | |                       |                                                                        |                    |                                                  |                    |

### Femmes
| Epreuve | Or                           | Or              | Argent                         | Argent             | Bronze                    | Bronze            |
| --- | ---------------------------- | --------------- | ------------------------------ | ------------------ | ------------------------- | ----------------- |
| 100 m | Baya Rahouli Algérie         | 11 s 84         | Basma Al-Eshosh Jordanie       | 11 s 97 NR         | Sihem El Hanifi Maroc     | 12 s 11           |
| 200 m | Houria Moussa Algérie        | 24 s 35 CR      | Muna Jabir Ahmed Adam Soudan   | 24 s 36            | Nawal El Jack Soudan      | 24 s 59           |
| 400 m | Muna Jabir Ahmed Adam Soudan | 53 s 34         | Amina Aït Hammou Maroc         | 53 s 54            | Nawal El Jack Soudan      | 54 s 37           |
| 800 m | Nahidha Touhami Algérie      | 2 min 34 s 48   | Amina Aït Hammou Maroc         | 2 min 34 s 49      | Abir Nakhli Tunisie       | 2 min 34 s 95     |
| 1 500 m | Nahidha Touhami Algérie      | 4 min 35 s 85   | Seltana Aït Hammou Maroc       | 4 min 35 s 97      | Saïda El Mehdi Maroc      | 4 min 36 s 07     |
| 5 000 m | Souad Aït Salem Algérie      | 16 min 02 s 14  | Safa Issaoui Tunisie           | 16 min 19 s 56 NJR | Bouchra Chaâbi Maroc      | 16 min 21 s 17    |
| 10 000 m | Souad Aït Salem Algérie      | 33 min 27 s 58  | Malika Asahssah Maroc          | 34 min 01 s 08     | Fouzia Zoutat Algérie     | 34 min 41 s 38    |
| 100 m haies | Baya Rahouli Algérie         | 13 s 49 CR      | Houria El Mohandis Maroc       | 14 s 12            | Naïma Bentahar Algérie    | 14 s 14           |
| 400 m haies | Nezha Bidouane Maroc         | 55 s 98 CR      | Houria Moussa Algérie          | 57 s 51            | Zahra Lachguer Maroc      | 58 s 20           |
| 4 × 100 m | Maroc                        | 46 s 32         | Soudan                         | 48 s 32            | Irak                      | 50 s 70           |
| 4 × 400 m | Maroc                        | 3 min 38 s 24   | Soudan                         | 3 min 39 s 53      | Algérie                   | 3 min 50 s 25     |
| Semi marathon | Souad Aït Salem Algérie      | 1 h 16 min 32 s | Fouzia Zoutat Algérie          | 1 h 17 min 23 s    | Nadia Ejjafini Bahreïn    | 1 h 18 min 08 s   |
| 10 km marche | Bahia Boussad Algérie        | 53 min 39 s 9   | Dounia Kara-Hassoun Algérie    | 53 min 56 s 0      | Michail Ali Soudan        | 1 h 22 min 58 s 3 |
| Saut en hauteur | Sarah Bouaoudia Algérie      | 1,80 m CR       | Karima Ben Othmani Tunisie     | 1,72 m             | Hamida Benhocine Algérie  | 1,64 m            |
| Saut à la perche | Syrine Balti Tunisie         | 3,90 m CR       | Nisrine Dinar Maroc            | 3,50 m             | Ouahiba Hamreras Algérie  | 3,40 m            |
| Saut en longueur | Baya Rahouli Algérie         | 6,19 m          | Latifa Ezziraoui Maroc         | 6,03 m             | Amel Regib Maroc          | 5,88 m            |
| Triple saut | Baya Rahouli Algérie         | 14,49 m CR      | Yamilé Aldama Soudan           | 14,31 m            | Latifa Ezziraoui Maroc    | 13,59 m           |
| Lancer du poids | Amel Ben Khaled Tunisie      | 15,52 m         | Wafa Ismail El Baghdadi Égypte | 14,98 m            | Saliha Zekiski Algérie    | 12,92 m           |
| Lancer du disque | Monia Kari Tunisie           | 54,68 m         | Amina Moudden Maroc            | 52,64 m            | Kalthoum Saadaoui Tunisie | 51,09 m           |
| Lancer du marteau | Marwa Hussein Égypte         | 62,78 m         | Hayat El Ghazi Maroc           | 56,96 m            | Mouna Dani Maroc          | 53,75 m           |
| Lancer du javelot | Aïda Sellam Tunisie          | 58,64 m         | Imen Chatbri Tunisie           | 49,30 m            | Lamia Hanouti Algérie     | 44,45 m           |
| Heptathlon | Sarah Bouaoudia Algérie      | 5534 pts CR     | Imen Chatbri Tunisie           | 5084 pts NR        | Zahra Lachguer Maroc      | 4965 pts          |
| Records et Performances - AR : Record continental (area record) - CR : Record des championnats (championship record) - MR : Record du meeting (meet record) - NR : Record national (national record) - OR : Record olympique (olympic record) - PR : Record paralympique (paralympic record) - PB : Record personnel (personal best) - SB : Meilleure performance personnelle de la saison (season's best) - WL : Meilleure performance mondiale de l'année (world leader) - WJR : Record du monde junior (world junior record) - WR : Record du monde (world record) Circonstances et Conditions - DNF : N'a pas terminé (did not finish) - DNS : N'a pas pris le départ (did not start) - DQ : Disqualification (disqualification) - NM : Aucun essai valable enregistré (No Mark) - Q : Qualifié « directement » au prochain tour (ou à la prochaine compétition), lors d'une compétition majeure, grâce au classement ou à la réalisation des minima (automatic qualifier) - q : Qualifié au prochain tour (ou à la prochaine compétition), lors d'une compétition majeure, grâce au repêchage ou à la réalisation de l'une des meilleures performances parmi celles des « non qualifiés directement » (grâce au meilleur temps ou à la meilleure distance par exemple) (secondary qualifier) |                              |                 |                                |                    |                           |                   |

## Tableau des médailles
| Rang  | Nation              | Or | Argent | Bronze | Total |
| ----- | ------------------- | -- | ------ | ------ | ----- |
| 1     | Algérie             | 16 | 8      | 10     | 34    |
| 2     | Maroc               | 7  | 12     | 15     | 34    |
| 3     | Tunisie             | 7  | 4      | 5      | 16    |
| 4     | Arabie saoudite     | 6  | 6      | 1      | 13    |
| 5     | Soudan              | 2  | 6      | 3      | 11    |
| 6     | Égypte              | 2  | 3      | 1      | 6     |
| 7     | Syrie               | 2  | 0      | 1      | 3     |
| 8     | Qatar               | 1  | 3      | 3      | 7     |
| 9     | Koweït              | 1  | 1      | 1      | 3     |
| 10    | Bahreïn             | 1  | 0      | 3      | 4     |
| 11=   | Jordanie            | 0  | 1      | 0      | 1     |
| 11=   | Oman                | 0  | 1      | 0      | 1     |
| 13    | Irak                | 0  | 0      | 2      | 2     |
| 14    | Émirats arabes unis | 0  | 0      | 1      | 1     |
| Total | Total               | 45 | 45     | 46     | 136   |

## Source
- (en) Cet article est partiellement ou en totalité issu de l’article de Wikipédia en anglais intitulé « Athletics at the 2004 Pan Arab Games » (voir la liste des auteurs).